# 북한 전략원잠
북한 전략원잠은 북한이 개발중인 원자력 추진 SLBM 탑재 잠수함이다.

## 역사
2021년 1월 5일, 김정은 국무위원장은 제8차 당대회에서 '당 중앙위원회 제7기 사업총화보고'를 했다. 여기서, 최초로 북한이 전략원잠을 개발중이라고 공개적으로 밝혔다. 당대회는 5일부터 7일까지 열렸다. "핵 장거리타격능력을 제고하는데서 중요한 의의를 가지는 핵잠수함과 수중발사 핵전략무기를 보유할데 대한 과업을 상정했다"고 말했으며, 새로운 핵잠수함 설계연구가 최종심사단계에 있다고 말했다.

## 조지 워싱턴함

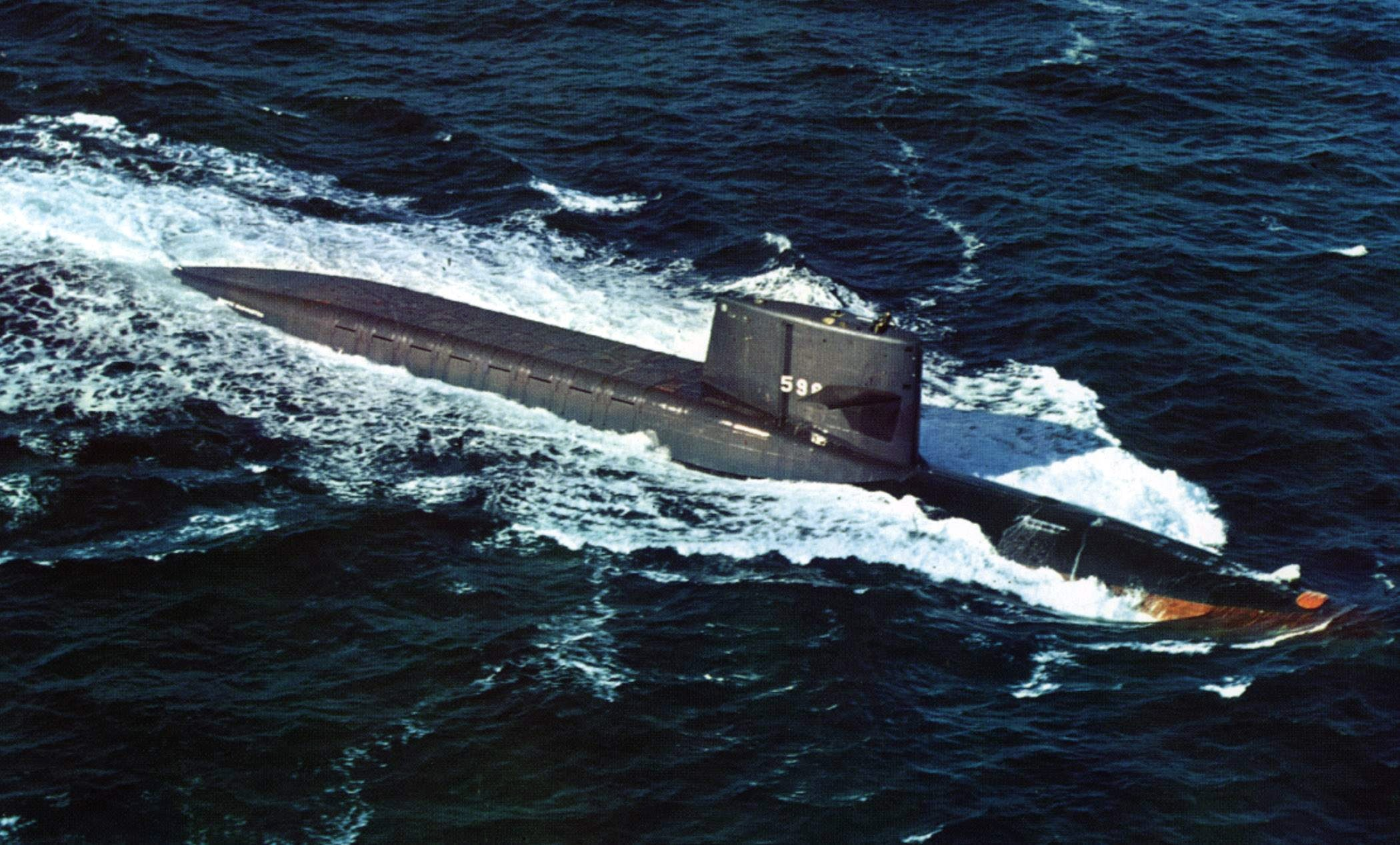
세계 최초의 전략원잠 USS 조지 워싱턴 (SSBN-598)

1959년 진수된 미국 USS 조지 워싱턴 (SSBN-598)은 세계 최초의 전략원잠이다. 기준배수량 5400 톤, 수중배수량 6709 톤으로, 열출력 70 MWt 웨스팅하우스 S5W PWR 경수로를 탑재했다. 폴라리스 A1 SLBM 16발 또는 폴라리스 A3 SLBM 16발을 탑재한다. 폴라리스가 한국어로 북극성인데, 북한도 최초의 전략원잠에 북극성 SLBM을 탑재하겠다고 한다.
소련 최초의 전략원잠은 호텔급 잠수함 1번함인 K-19이다. 1959년 6월 9일 진수된 조지 워싱턴함 보다 빠른 1959년 4월 8일 진수되었지만, 조지 워싱턴함이 1959년 12월 30일에 취역해 실전배치되었고, K-19는 그보다 4개월 늦은 1960년 4월 30일에 취역해 실전배치되었다. 그래서, 세계 최초의 전략원잠은 조지 워싱턴함이다.
K-19은 기준배수량 4030 톤, 수중배수량 5300 톤으로, 열출력 70 MWt VM-A 경수로 2기를 탑재했다. 미국 보다 2배 출력이었다. 사거리 600 km R-13 SLBM 3발을 탑재했다.